# Большая Конюшенная улица (Великий Новгород)
Больша́я Коню́шенная — улица в Великом Новгороде. Находится на Софийской стороне, в историческом центре Новгорода. Проходит от Большой Санкт-Петербургской до Новолучанской улицы. Протяжённость — 315 м.
Образована в конце XVIII века в результате перепланировки города. Название получила от находившихся в этом месте конюшен и ямщицких дворов. До 1970 года от неё к валу Окольного города проходили также две небольшие улицы — Малая и Средняя Конюшенная.
Улица была застроена в 1960-е годы. Кроме жилых домов, на ней находятся Детский сад № 27 и Центр Психолого-Медико-Социального Сопровождения.
Весной 2011 года Институт археологии РАН проводил на Большой Конюшенной археологические изыскания.